# Шумов Василь Герардович
Василь Герардович Шумов (нар. 23 березня 1960, Москва) — російсько-американський музикант, поет, діяч мистецтва, музичний продюсер і композитор, режисер. Відомий як лідер гурту Центр та автор проектів мультимедійного та експериментального мистецтва. У різний час робив музику в стилях нова хвиля, електронна музика, авангард та інших.

## Біографія
В кінці 1970-х років Василь Шумов зібрав групу «777», яка згодом трансформувалась у московську групу «Центр».
У 1980-х роках, крім діяльності з «Центром», Василь Шумов пише музику для студій «Мосфільм» і «Союзмультфільм», а також ставить музичний спектакль «Артюр Рембо», в якому брали участь Петро Мамонов, Жанна Агузарова та Артемій Троїцький. У 1987 році пише музику до телевізійної програми Центрального телебачення «Гра в детектива» (Режисери Леонід Півер, Віктор Крюков).
Влітку 1990 року Василь Шумов емігрував до США, будучи одруженим з американкою Джуді — сестрою Джоанни Стінгрей. У 1990—2008 роки проживає в Лос-Анджелесі (США), де займається музикою, мультимедійним мистецтвом, викладає мультимедіа, дизайн та комп'ютерні технології, знімає короткометражні фільми. В середині 1990-х років він закінчив Каліфорнійський арт-інститут і має ступінь магістра.
З кінця 1990-х років Василь Шумов випускає і поширює альбоми в інтернеті.
У першій половині 2000-х років керує проектом c-e-n-t-e-r (Центр риску), в якому візуальні артисти і музиканти створюють відео — та аудіо-мініатюри, зведені Шумовим в кліпи.
Виставки фото — та відеоарту Шумова проходять у 2000-х роках в Лос-Анджелесі і Парижі. У січні 2006 року вийшов його експериментальний фільм «Темний Кут Келтона» (англ. Kelton's Dark Corner), в якому знявся актор Пол МаркоПол Марко, відомий за фільмами Еда Вуда 1950-х років.
З середини 1990-х років Василь Шумов відновив активність «Центру» в Росії, виступав разом з гітаристом Фаст Фредді з концертами в містах Росії, надав пісні групи для саундтрека до фільму 2007 року «Одна любов на мільйон». Тоді ж почалося видання й перевидання старих альбомів «Центру» за підтримки Артемія Троїцького.
На початку 2009 року Василь Шумов повернувся в Росію, живе в Москві.
У 2010 році виступив ініціатором і продюсером музичного проекту «Зміст», який, на думку В. Шумова, повинен повернути зміст до російської музики в російську життя.
12 червня 2012 року відбувся інтернет-реліз нового диску «Білий альбом», де Василь Шумов виступає в ролі продюсера. В середині травня він звернувся до російських музикантів із закликом підтримати резолюцію Болотної площі і новий «марш мільйонів» (який пройшов 12 червня) і надіслати для збірки по одній композиції безкоштовно. Всього було зібрано більше трьохсот треків.
У лютому 2013 року записав композицію для проекту «Проти гомофобії» відеозвернення на підтримку ЛГБТ-спільноти.
Протягом 2014 року реалізував запис і дав кілька концертів з новою сольною програмою під назвою «Басустика» (за аналогією зі словом «Акустика»). Нові мінімалістські записані композиції виключно з допомогою чотирьох компонентів: драм-машини, бас-гітари, голосу та електронних ефектів. Альбом і програма, на думку автора, покликані звернути увагу на зростаючу роль бас-гітари в сучасній музиці.

## Особисте життя
Згідно інтерв'ю 2006 року, у нього було дві дружини, перша Ганна Дастакян — французька журналістка: від першої є син Антуан (30 років, живе в Парижі), від другого шлюбу — син і донька (8 і 11 років, живуть з матір'ю на Гавайських островах). З дітьми він підтримує відносини. У 2011 році одружився з москвичкою Вірою Погодіною.

## Дискографія

### Сольні альбоми
- 1986 — Мій район (My District) 1-й сольний альбом. Перевиданий на CD в 2013 році (лейбли СОЮЗ / Зеніт)
- 1990 — три 2-й сольний альбом. Перевиданий на CD у 2009 році (лейбли СОЮЗ / Зеніт)
- 1992 — Шумовидение. Пісні Живих і Мертвих
- 1992 — Тектоніка(к) (за участю Жанни Агузарової) 3-й сольний альбом
- 1994 — Голлівудський Волошка 4-й сольний альбом
- 1997 — Королі поезії в трансі
- 1998 — Жива колекція (c групою «НТО Рецепт»)
- 2000 — Музика до фільмів 4
- 2000 — Грай сам себе (саундтрек)
- 2001 — Анагра (Аналогове Громадянство) (інструментальний альбом)
- 2014 — Basustica 5-й сольний альбом
- 2016 — Мій район через 30 років 6-й сольний альбом

### Спільні записи з іншими музикантами
- 1986 Звуки Му, «Прості речі» (продюсер: Василь Шумов)
- 1990 Володимир Рацкевич, «Завдання в загальному вигляді» (LP, продюсер: Василь Шумов)
- 1993 Жанна Агузарова, «Nineteen ninety's» (альбом складається з ремейків пісень Центру, з безпосередньою участю Василя Шумова)
- 1994 Василь Шумів і Петро Мамонов, «Росіяни співають» (ремейки англомовних пісень the Beatles, Джона Леннона, та інших)
- 2010—2013 «Зміст» — серія альбомів в рамках мистецької акції «Зміст», які Василь Шумов записав з різними музикантами[12][13].